# Campeonato Mundial de Curling Mixto de 2022
El VI Campeonato Mundial de Curling Mixto se celebró en Aberdeen (Reino Unido) entre el 15 y el 22 de octubre de 2022 bajo la organización de la Federación Mundial de Curling (WCF) y la Federación Escocesa de Curling.
Las competiciones se realizaron en el centro Curl Aberdeen de la ciudad escocesa.
Los deportistas de Rusia y Bielorrusia fueron excluidos de este campeonato debido a la invasión rusa de Ucrania.

## Tabla de posiciones
| Pos | Grupo A       | G | P | G–P |
| --- | ------------- | - | - | --- |
| 1   | Finlandia     | 7 | 1 | 1–0 |
| 2   | Canadá        | 7 | 1 | 0–1 |
| 3   | Dinamarca     | 6 | 2 | –   |
| 4   | Corea del Sur | 5 | 3 | –   |
| 5   | Hong Kong     | 4 | 4 | –   |
| 6   | India         | 3 | 5 | –   |
| 7   | Portugal      | 2 | 8 | 1–0 |
| 8   | Eslovenia     | 2 | 8 | 0–1 |
| 9   | Nueva Zelanda | 0 | 8 | –   |

| Pos | Grupo B         | G | P | G–P |
| --- | --------------- | - | - | --- |
| 1   | Suecia          | 8 | 0 | –   |
| 2   | Japón           | 6 | 2 | 1–0 |
| 3   | Noruega         | 6 | 2 | 0–1 |
| 4   | República Checa | 5 | 3 | 1–0 |
| 5   | Letonia         | 5 | 3 | 0–1 |
| 6   | Irlanda         | 3 | 5 | –   |
| 7   | Ucrania         | 2 | 6 | –   |
| 8   | Nigeria         | 1 | 7 | –   |
| 9   | China Taipéi    | 0 | 8 | –   |

| Pos | Grupo C    | G | P | G–P |
| --- | ---------- | - | - | --- |
| 1   | Suiza      | 8 | 0 | –   |
| 2   | Escocia    | 7 | 1 | –   |
| 3   | Hungría    | 6 | 2 | –   |
| 4   | Australia  | 5 | 3 | –   |
| 5   | Austria    | 4 | 4 | –   |
| 6   | Eslovaquia | 3 | 5 | –   |
| 7   | México     | 2 | 6 | –   |
| 8   | Inglaterra | 1 | 7 | –   |
| 9   | Luxemburgo | 0 | 8 | –   |

| Pos | Grupo D        | G | P | G–P |
| --- | -------------- | - | - | --- |
| 1   | Alemania       | 7 | 0 | –   |
| 2   | España         | 6 | 1 | –   |
| 3   | Italia         | 5 | 2 | –   |
| 4   | Gales          | 3 | 4 | 1–0 |
| 5   | Estados Unidos | 3 | 4 | 0–1 |
| 6   | Estonia        | 2 | 5 | –   |
| 7   | Países Bajos   | 1 | 6 | 1–0 |
| 8   | Croacia        | 1 | 6 | 0–1 |

## Cuadro final
- Todos los partidos en la hora local del Reino Unido (UTC+1).

|  | Clasif. a cuartos | Clasif. a cuartos |           |        | Cuartos de final | Cuartos de final |       |              | Semifinales   | Semifinales   |  |  | Final         | Final         |
|  | 21 de octubre     | 21 de octubre     |           |        | 21 de octubre    | 21 de octubre    |       |              | 22 de octubre | 22 de octubre |  |  | 22 de octubre | 22 de octubre |
|  |                   |                   |           |        |                  |                  |       |              |               |               |  |  |               |               |
|  |                   |                   |           |        |                  |                  |       |              |               |               |  |  |               |               |
|  |                   |                   |           |        |                  |                  |       |              |               |               |  |  |               |               |
|  | Alemania          | 5                 |           |        |                  |                  |       |              |               |               |  |  |               |               |
|  | Alemania          | 5                 | Escocia   | 6      |                  |                  |       |              |               |               |  |  |               |               |
|  |                   | Escocia           | Escocia   | 6      | 6                |                  |       |              |               |               |  |  |               |               |
|  | Hungría           | Escocia           | 4         |        | 6                | Escocia          | 6     |              |               |               |  |  |               |               |
|  | Hungría           |                   | 4         |        |                  | Escocia          | 6     |              |               |               |  |  |               |               |
|  |                   |                   |           | Suecia | 5                |                  |       |              |               |               |  |  |               |               |
|  | Suecia            | 8                 |           | Suecia | 5                |                  |       |              |               |               |  |  |               |               |
|  | Suecia            | 8                 | España    | 6      |                  |                  |       |              |               |               |  |  |               |               |
|  |                   | Noruega           | España    | 6      | 3                |                  |       |              |               |               |  |  |               |               |
|  | Noruega           | Noruega           | 7         |        | 3                | Escocia          | 4     |              |               |               |  |  |               |               |
|  | Noruega           |                   | 7         |        |                  | Escocia          | 4     |              |               |               |  |  |               |               |
|  |                   |                   |           | Canadá | 7                |                  |       |              |               |               |  |  |               |               |
|  | Suiza             | 6                 |           | Canadá | 7                |                  |       |              |               |               |  |  |               |               |
|  | Suiza             | 6                 | Dinamarca | 4      |                  |                  |       |              |               |               |  |  |               |               |
|  |                   | Japón             | Dinamarca | 4      | 5                |                  |       |              |               |               |  |  |               |               |
|  | Japón             | Japón             | 7         |        | 5                | Suiza            | 4     | Tercer lugar | Tercer lugar  |               |  |  |               |               |
|  | Japón             |                   | 7         |        |                  | Suiza            | 4     | Tercer lugar | Tercer lugar  |               |  |  |               |               |
|  |                   |                   |           | Canadá | 9                |                  |       |              |               |               |  |  |               |               |
|  | Finlandia         | 6                 |           | Canadá | 9                |                  |       |              |               |               |  |  |               |               |
|  | Finlandia         | 6                 | Italia    | 5      |                  |                  | Suiza | 6            |               |               |  |  |               |               |
|  |                   | Canadá            | Italia    | 5      | 9                |                  | Suiza | 6            |               |               |  |  |               |               |
|  | Canadá            | Canadá            | 9         |        | 9                | Suecia           | 4     |              |               |               |  |  |               |               |
|  | Canadá            |                   | 9         |        |                  | Suecia           | 4     |              |               |               |  |  |               |               |

### Clasificación a cuartos de final
| Fecha | Hora  | Partido   | Partido | Partido | Resultado |
| ----- | ----- | --------- | ------- | ------- | --------- |
| 21.10 | 10:00 | Dinamarca | -       | Japón   | 4-7       |
| 21.10 | 10:00 | Italia    | -       | Canadá  | 5-9       |
| 21.10 | 10:00 | Escocia   | -       | Hungría | 6-4       |
| 21.10 | 10:00 | España    | -       | Noruega | 6-7       |

### Cuartos de final
| Fecha | Hora  | Partido   | Partido | Partido | Resultado |
| ----- | ----- | --------- | ------- | ------- | --------- |
| 21.10 | 18:00 | Alemania  | -       | Escocia | 5-6       |
| 21.10 | 18:00 | Suiza     | -       | Japón   | 6-5       |
| 21.10 | 18:00 | Suecia    | -       | Noruega | 8-3       |
| 21.10 | 18:00 | Finlandia | -       | Canadá  | 6-9       |

### Semifinales
| Fecha | Hora  | Partido | Partido | Partido | Resultado |
| ----- | ----- | ------- | ------- | ------- | --------- |
| 22.10 | 09:30 | Escocia | -       | Suecia  | 6-5       |
| 22.10 | 09:30 | Suiza   | -       | Canadá  | 4-9       |

### Tercer lugar
| Fecha | Hora  | Partido | Partido | Partido | Resultado |
| ----- | ----- | ------- | ------- | ------- | --------- |
| 22.10 | 14:30 | Suiza   | -       | Suecia  | 6-4       |

### Final
| Fecha | Hora  | Partido | Partido | Partido | Resultado |
| ----- | ----- | ------- | ------- | ------- | --------- |
| 22.10 | 14:30 | Escocia | -       | Canadá  | 4-7       |

## Medallistas
| Evento       | Oro                                                                             | Plata                                                     | Bronce                                                         |
| ------------ | ------------------------------------------------------------------------------- | --------------------------------------------------------- | -------------------------------------------------------------- |
| Equipo mixto | Canadá · Jean-Michel Ménard · Marie-France Larouche · Ian Belleau · Annie Lemay | Escocia Cameron Bryce Lisa Davie Scott Hyslop Robyn Munro | Suiza · Yves Hess · Ursi Hegner · Simon Hoehn · Chantal Schmid |

## Clasificación final
| Núm. | Equipo    |
| ---- | --------- |
| 1    | Canadá    |
| 2    | Escocia   |
| 3    | Suiza     |
| 4    | Suecia    |
| 5    | Alemania  |
| 5    | Finlandia |
| 5    | Japón     |
| 5    | Noruega   |
| 9    | Dinamarca |
| 9    | España    |
| 9    | Hungría   |
| 9    | Italia    |

| Núm. | Equipo          |
| ---- | --------------- |
| 13   | Corea del Sur   |
| 14   | Australia       |
| 15   | República Checa |
| 16   | Gales           |
| 17   | Letonia         |
| 18   | Estados Unidos  |
| 19   | Hong Kong       |
| 20   | Austria         |
| 21   | Estonia         |
| 22   | Eslovaquia      |
| 23   | Irlanda         |
| 24   | India           |

| Núm. | Equipo        |
| ---- | ------------- |
| 25   | Portugal      |
| 26   | México        |
| 27   | Países Bajos  |
| 28   | Ucrania       |
| 29   | Inglaterra    |
| 30   | Eslovenia     |
| 31   | Nigeria       |
| 32   | Croacia       |
| 33   | China Taipéi  |
| 34   | Nueva Zelanda |
| 35   | Luxemburgo    |